# オサイラス・トーレンス
オサイラス・トーレンス（O'Cyrus Torrence, 2000年1月20日 - ）は、アメリカ合衆国ルイジアナ州ハモンド出身のアメリカンフットボール選手。ポジションはガード。

## 経歴

### カレッジ
ルイジアナ大学では2年目の2020年シーズンにオールサンベルトセカンドチーム、2021年シーズンにオールサンベルトファーストチームに選出された。
2021年シーズン終了後にルイジアナ大学ヘッドコーチのビリー・ネイピアーが新たにフロリダ大学のヘッドコーチに就任し、自身も同大学へ転校した。
2022年シーズンはオールSECファーストチーム、コンセンサスオールアメリカンに選出された。

### バッファロー・ビルズ
2023年のNFLドラフトにて、全体59位でバッファロー・ビルズから指名された。